# قره قوج (أديامان)
قره قوج (بالكردية: Qaraqoc‏) (بالتركية: Karakoç)‏ هي قرية كرديّة رشوانيّة تتبع إداريّاً لمديرية أديامان في محافظة أديامان التركية الواقعة في جنوب شرق الأناضول. بلغ عدد سكانها 177 نسمة في عام 2021.